# Royal National Lifeboat Institution
La Royal National Lifeboat Institution (Institution royale nationale des bateaux de sauvetage), abrégé en RNLI, est une institution caritative fondée le 4 mars 1824 dont la mission première est le sauvetage des personnes en danger en mer dans les eaux des îles Britanniques.

## Organisation
La RNLI dispose d'un budget annuel de 147 millions de £ (175 millions de €). Elle est équipée de 444 canots de sauvetage dont 127 canots tous-temps.

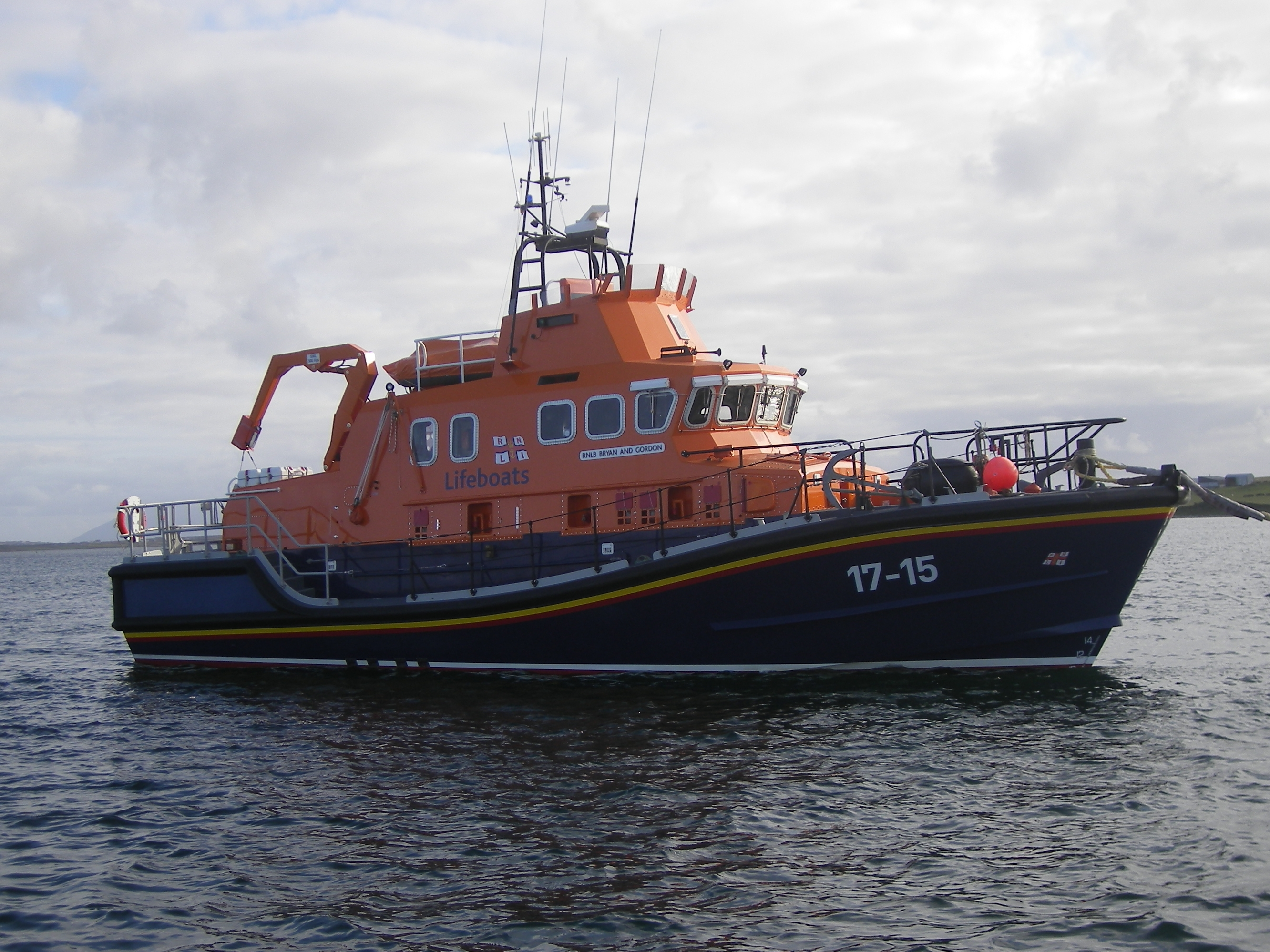
Le Bryan and Gordon, classe Severn de la RNLI, en Irlande